# Inmigración norsudanesa en España
La inmigración sudanesa o norsudanesa en España es un tipo de inmigración árabe en España que se refiere al asentamiento de sudaneses, esencialmente ciudadanos de la República de Sudán (África Nororiental), que hasta 2011 incluía el territorio de la República de Sudán del Sur, en el Reino de España (sur de Europa y norte de África).
El fenómeno migratorio con origen en Sudán, existente pero poco numeroso tradicionalmente, se ha vivido con mayor fuerza en España desde el comienzo de la revolución sudanesa en 2018 y con mayor incidencia tras el Golpe de Estado en Sudán de 2021 y el estallido de la guerra civil sudanesa en 2023.
El migrante tipo que ha llegado a España desde Sudán lo ha hecho como parte de la inmigración irregular, no sumando se al censo oficial del Instituto Nacional de Estadística, que incluye a los inmigrantes regulares de Sudán en el grupo de «Resto de África» en sus indicadores de población.